# کنستانتین استویلوف
کنستانتین استویلوف (بلغاری: Константин Стоилов؛ ۲۳ سپتامبر ۱۸۵۳ O.S. – ۲۳ مارس ۱۹۰۱) یک سیاست‌مدار اهل بلغارستان بود.